# 霍邱县第一中学
霍邱县第一中学，简称霍邱一中，创建于1937年，是安徽省六安市霍邱县的一所高级中学，为安徽省示范高中。

## 校史
霍邱一中始建于1937年，学校创始人为原国家文物局局王冶秋先生及原鲁迅博物馆馆长李何林先生。1978年，学校被确立为六安地区重点中学。2001年，学校被评为安徽省示范性普通高中。2008年秋，与原霍邱三中合并重组，现拥有南北两个校区。

## 现状
学校现有初、高中两个办学层次，129个教学班，在校学生2000余人。拥有教职工453人，其中特级教师3人，高级教师154人，具有研究生学历的10人。

## 知名校友
- 王鸿：曾任中共安徽省委宣传部副部长，安徽日报社总编、社长。
- 王新年：现任华中师范大学粒子物理研究所所长，美国物理学会会士。